# Wimbledon Championships 1900
Die 24.Wimbledon Championships fanden im Jahr 1900 auf dem Gelände des All England Lawn Tennis and Croquet Club an der Worple Road statt.
Es wurde zum ersten Mal ein Mixed-Wettbewerb abgehalten. Wie beim im Vorjahr gestarteten Damendoppelturnier wurde auch beim Mixed erst ab 1913 der Meisterschaftsstatus anerkannt.

## Herreneinzel
Mit einem Viersatz-Sieg über Sydney Howard Smith in der Challenge Round holte sich Reginald Doherty seinen vierten Titel in Folge.

## Dameneinzel
Bei den Damen errang Blanche Bingley-Hillyard ihren sechsten und letzten Titel. Mit der US-Amerikanerin Marion Jones nahm zum ersten Mal eine Spielerin von außerhalb des Vereinigten Königreichs am Damenwettbewerb teil.

## Herrendoppel
Die Brüder Doherty schlugen in der Challenge Round Herbert Roper Barrett und Harold Nisbet mit 9:7, 7:5, 4:6, 3:6 und 6:3.